# Jonathan Rhys Meyers
 Jonathan Rhys Meyers (Dublin, Irska,  27. srpnja 1977.) je irski glumac i model.
Jonathan je rođen 1977. godine u Dublinu, od majke Mary Geraldine "Geri" Meyers i glazbenika Johna O'Keeffa. Rođen u dublinskoj četvrti Drimnagh, kasnije se obitelj preselila u Cork, odrastao je sa svoja tri mlađa brata, Jamiem, Alanom,i Paulom, koji su svi profesionalni glazbenici. Kada je imao tri godine, njegovi roditelji su se rastali. Njega i brata Alana je odgajala majka, dok su Jamie i Paul otišli živjeti kod bake sa svojim ocem.
Kada je imao 16 godina Jonathan je izbačen iz škole zbog izostajanja, te je veći dio vremena provodio u kafiću. Jednom prilikom vidjeli su ga filmski agenti u potrazi za glumcima te ga pozvali na audiciju. Iako nije prošao prvu audiciju, uskoro je dobio ulogu u filmu A Man of No Importance 1994. godine Godine 1996. pojavio se u filmu Michael Collins, kao naslovni lik ubojice, a 1999. u filmu Zajahati s vragom ispiriranom Američkim građanskim ratom. Glumio je u filmovima Titlus, Prozac Nation, Spavat ću kad umrem, Sajam taštine, Završni udarac, Iz Pariza s ljubavlju i drugima. 
Dobio je nagradu Zlatni globus za najboljeg glumca u mini-seriji za ulogu u seriji Elvis.

## Vanjske poveznice
- Jonathan Rhys Meyers u internetskoj bazi filmova IMDb-u (engl.)